# Digitales Kamerasystem

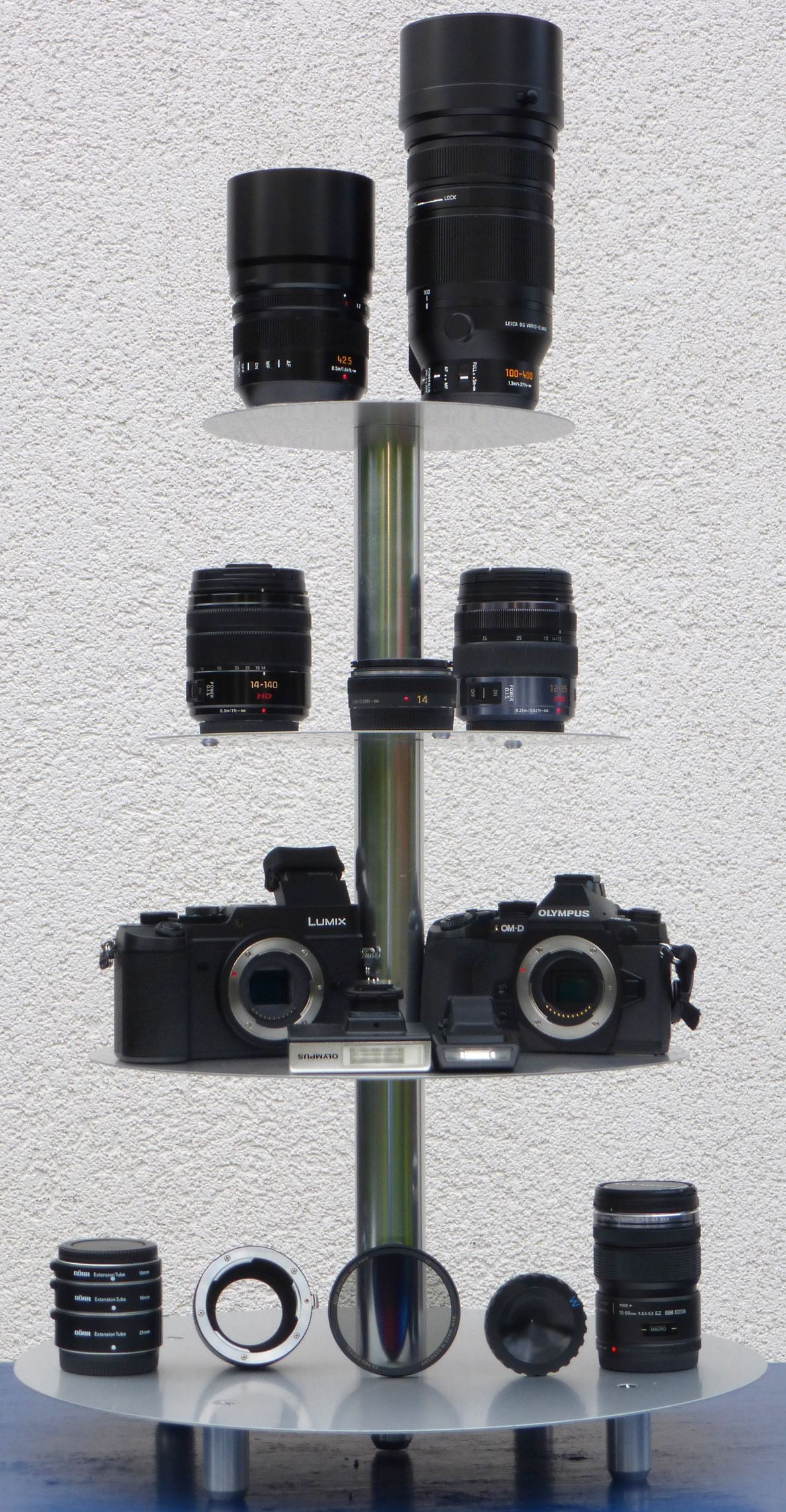
Einige Komponenten eines digitalen Kamerasystems (von links oben nach rechts unten): Portraitobjektiv, Telezoomobjektiv, Superzoomobjektiv, Weitwinkelobjektiv, Standardzoomobjektiv, Kameragehäuse mit schwenkbarem elektronischen Sucher, Kameragehäuse mit festem elektronischen Sucher, Systemblitzgerät, Aufsteckblitz, Dreiersatz Zwischenringe, mechanischer Bajonettadapter für anderes Kamerasystem, Polfilter, Lochblendenobjektiv, Makro-Motorzoom-Objektiv

Digitale Kamerasysteme sind Kamerasysteme, in denen digitale Bildsensoren zur Bildgebung eingesetzt werden.

## Beschreibung
Für viele bereits in der analogen Fotografie verbreiteten Mittelformatkameras, Spiegelreflexkameras und Messsucherkameras gibt es digitale Varianten, bei denen die Objektive und das Anschlussbajonett unverändert oder zum verkleinerten Bildkreis kompatibel geblieben sind. In einigen Fällen wurden auch die für die Analogfotografie entwickelten Kameragehäuse beibehalten, die mit einer digitalen Kamerarückwand ausgestattet wurden.
Ferner wurden neue, meist spiegellose digitale Systemkameras entwickelt, bei denen dem Fotografen das Motiv im Live-View auf einem Monitor oder mit Hilfe eines elektronischen Suchers angezeigt wird. In diesen elektronischen Bildern können mittels erweiterter Realität Hilfsmittel für die Belichtung, Ausrichtung oder Scharfstellung von Motiven angezeigt werden, wie zum Beispiel ein Histogramm mit den Belichtungswerten, eine Softwarelupe zur Vergrößerung von Details, Fokus-Peaking zur Kennzeichnung von scharf gestellten Objektkanten, lotrechte, rechtwinklige oder parallele Hilfslinien sowie automatisch erkannte Gesichter.
Die digitale Elektronik von Kameragehäusen kann die Messwerte von Sensoren, wie zum Beispiel für Belichtungswerte, Kamerabewegungen, Motivbewegungen, Objektivbrennweiten oder Objektweiten, aber auch identifizierte Motive sowie manuelle Vorgaben des Fotografen automatisch auswerten. Mit dieser Information können Belichtungsparameter wie zum Beispiel der Weißabgleich, die Belichtungszeit, die Blendenzahl, der Belichtungsindex oder die Belichtungskorrektur gesteuert werden, um ein möglichst gutes digitales Bild aufnehmen und mit Hilfe der internen Datenverarbeitung speichern zu können.
Bei vielen Kamerasystemen können von den Objektiven auch der Aufnahmesituation entsprechende Daten zur automatischen Kompensation von geometrischen Abbildungsfehlern, wie Verzeichnung, Vignettierung (inklusive Randlichtabfall) oder Farbquerfehler an das Kameragehäuse übertragen werden. Dadurch wird es beim optischen Design der Objektive möglich, zu Gunsten der optischen Korrektur der axialen Abbildungsfehler, namentlich der sphärischen Aberration und des Farblängsfehlers, die digital kompensierbaren lateralen Abbildungsfehler in Kauf zu nehmen, um insgesamt und über den gesamten Bildkreis ein höheres Auflösungsvermögen erreichen zu können.
Die zu den Aufnahmen gehörenden Metadaten können zusammen mit den komprimierten Bilddaten, wie zum Beispiel in EXIF-Datensätzen, oder zusammen mit den unkomprimierten Rohdaten gespeichert werden, wie zum Beispiel als standardisiertes digitales Negativ.

### Elektrische Schnittstellen

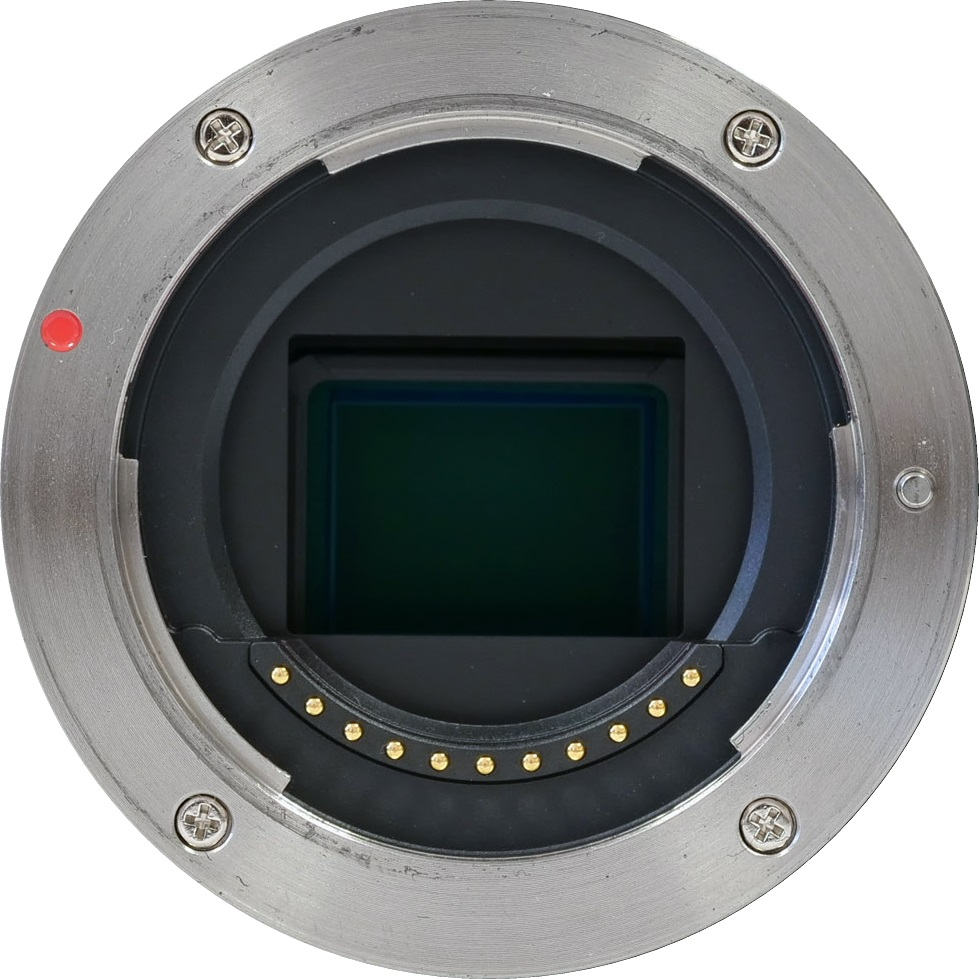
Kameragehäuseseitiger Bajonettanschluss zum Anschließen von Objektiven. Die elf vergoldeten Kontakte dienen zur Energieübertragung an das Objektiv und zum digitalen Informationsaustausch zwischen Kameragehäuse und Objektiv. In der Mitte ist der rechteckige Bildsensor zu sehen. Der rote Punkt dient zur Orientierung beim lagerichtigen Einführen des Objektivs in den Anschluss, bevor es durch Drehung im Uhrzeigersinn im mechanischen Bajonett arretiert wird.

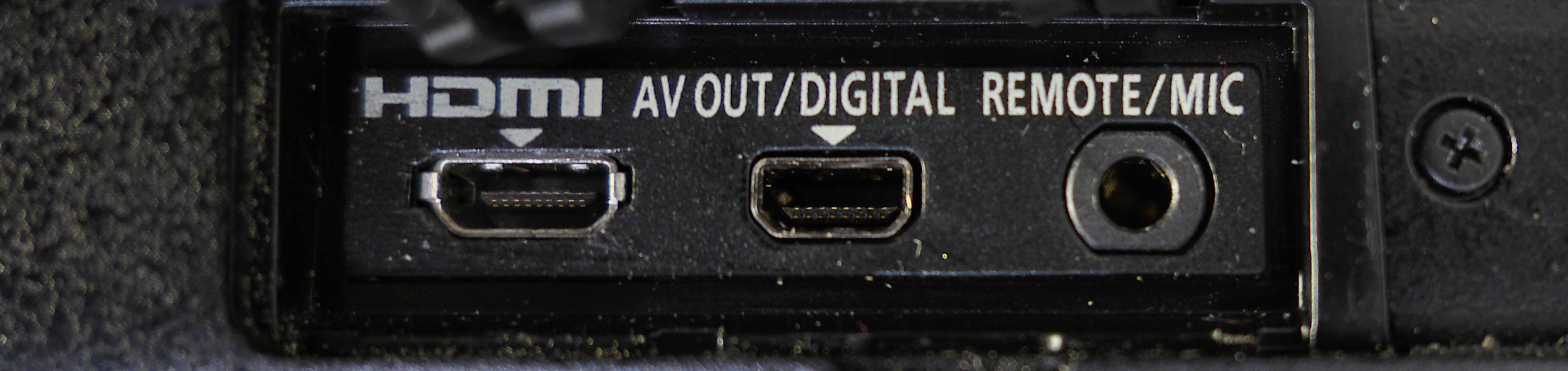
Drei Buchsen an einer digitalen Systemkamera für verschiedene elektrische Schnittstellen: für Micro-HDMI (Typ D), für analoge ("AV OUT" = Composite Video) und digitale Bildübertragung ("DIGITAL" = USB mit Kabeladapter) zu Bildschirmen, Computern oder Druckern sowie eine Klinkenbuchse für Kabelfernbedienung ("REMOTE") oder für externes Mikrofon ("MIC").

Innerhalb des Kamerasystems kommunizieren die Systemkomponenten in der Regel über proprietäre Schnittstellen. Hierzu zählen Bajonettanschlüsse für Objektive oder Zubehörschuhe für Blitzgeräte, Mikrophone oder Videoleuchten, aber es gibt zum Beispiel auch Infrarot-Fernbedienungen oder Adapter für das Geotagging.
Viele Kamerasysteme können auch über standardisierte digitale Schnittstellen mit Geräten außerhalb des Kamerasystems kommunizieren. Hierzu werden vor allem Speicherkarten, USB-Anschlüsse (Universal Serial Bus), HDMI-Anschlüsse (High Definition Multimedia Interface), aber auch Funknetze wie Wireless Local Area Network (WLAN), Near Field Communication (NFC) und Bluetooth eingesetzt.

#### Probleme
Verbraucherschützer weisen darauf hin, dass der Einsatz von mobilen Apps für Kameras mit drahtlosen Datenschnittstellen dazu führen kann, dass sogar abgeschaltete Kameras von Dieben aufgespürt werden können oder dass teilweise sogar sensible Daten an Server im Internet übertragen werden, die für die Kommunikation zwischen Mobilgerät und Kamera gar nicht erforderlich sind.

### Systemkomponenten
Typische Systemkomponenten von digitalen Kamerasystemen sind:
Akkumulatoren, Balgengeräte, Batteriegriffe, Blitzgeräte, Empfänger für globale Navigationssatellitensysteme (GNSS), Fernauslöser, Kameragehäuse, Kopfhörer, Ladegeräte, Mikrofone, Monitore, Nahlinsen, Neigungssensoren, Neutraldichtefilter, Objektive, Polarisationsfilter, Remote-Apps, Speicherkarten, Speicherkartenlesegeräte, aufsteckbare Sucher, Telekonverter, Televorsatzlinsen, Tethering-Hard- und -Software, Tilt-und-Shift-Objektive, Umkehradapter für Nahaufnahmen, Unterwassergehäuse, Telekompressoren, Wireless File Transmitter, Zwischenringe.

## Chronologie

### Erweiterung bestehender Systeme

#### Spiegelreflextechnik
Die ersten digitalen Kamerasysteme basierten auf einigen bereits in der Fotografie mit Film etablierten Bajonettanschlüssen, so dass aufgrund der unveränderten Auflagemaße und den Anforderungen an die Bildkreisdurchmesser die bereits verfügbaren Objektive ohne mechanische Anpassungen verwendet werden konnten.

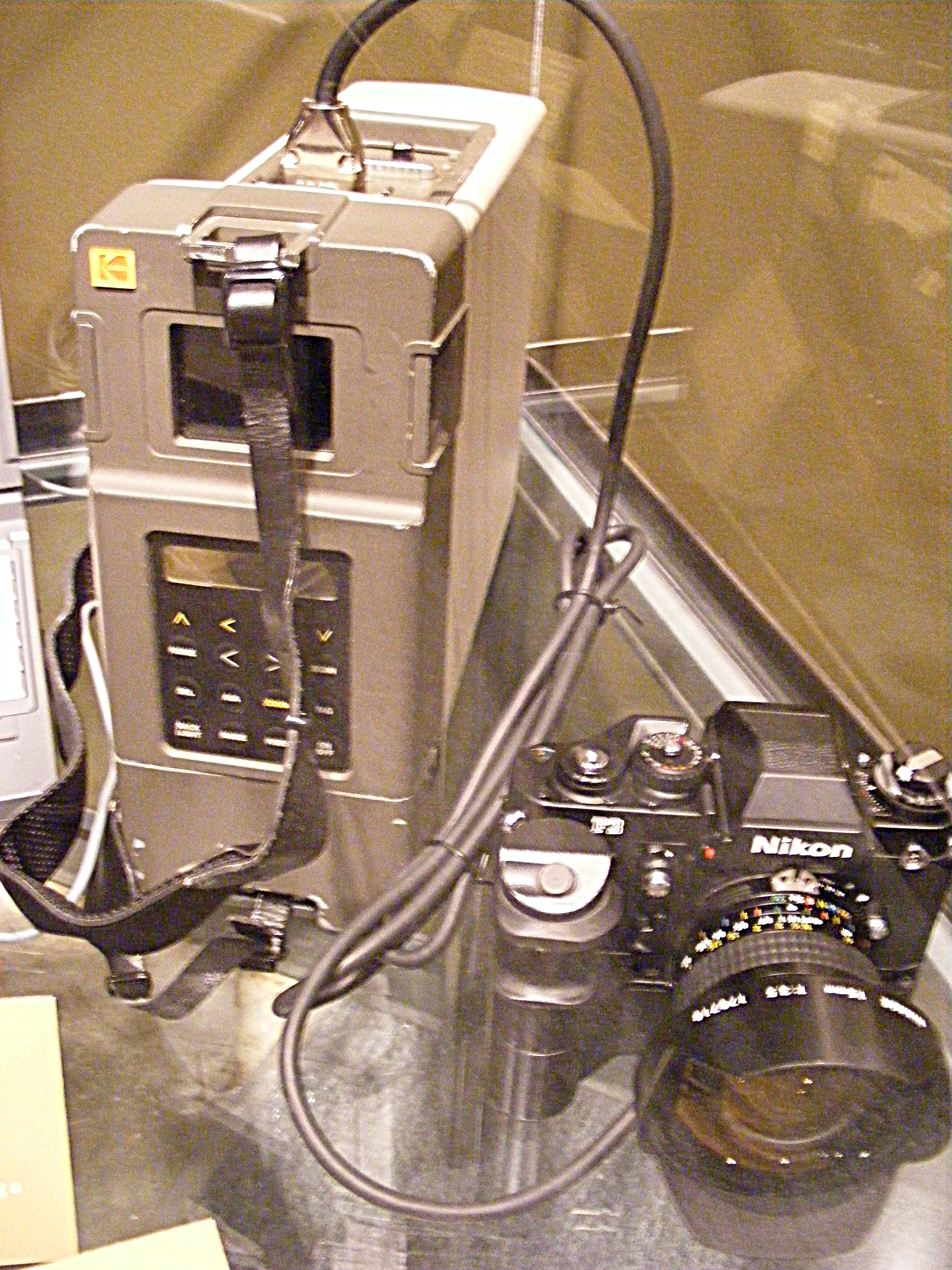
Die erste digitale Spiegelreflexkamera Kodak DCS 100 basierend auf dem Kleinbildkameragehäuse Nikon F3

Kodak bot 1991 Kodak DCS 100 die erste digitale Spiegelreflexkamera an, die aus einer adaptierten Nikon F3 mit digitaler Kamerarückwand besteht, sie verfügte über eine Bildauflösung von 1,3 Megapixeln. 1995 führten Nikon und Fujifilm mit Nikon E2 und E2S sowie Fujix DS-505 und DS-515 Digitalkameras ein, die erstmals nicht auf Adaptierung oder Umbau von Kleinbildkameras basierten, sondern ein neu konstruiertes Gehäuse mit Nikon-F-Bajonett verwendeten. Obwohl der Sensor nur eine Größe von 2/3 Zoll hatte, war bei diesen Kameras aufgrund eines eingebauten optischen Systems kein Formatfaktor zu berücksichtigen. Mit der Dimage RD-3000 stellte Minolta 1999 die erste Kamera vor, deren Sensorformat exakt dem Bildkreis des Systems entspricht. Diese Kamera verwendet einen Sensor in Größe des APS-Filmformats (nicht zu verwechseln mit den heutigen Sensoren, die von einigen Herstellern als „APS-C“ bezeichnet werden und deutlich kleiner sind) und ist Teil des Minolta-Vectis-Systems. 1999 führte Nikon mit der Nikon D1 die Basis seines heutigen digitalen Kamerasystems vor, und ein Jahr später folgte Canon mit seiner ersten digitalen Spiegelreflexkamera EOS D30, an das Objektive mit dem verbreiteten Canon-EF-Bajonett angeschlossen werden konnten.
Sigma stellte sein erstes digitales Spiegelreflexgehäuse Sigma SD9 mit dem alten Sigma-SA-Bajonett vor, das als Besonderheit über einen Foveon-X3-Bildsensor verfügte, und ebenfalls auf den zuvor schon angebotenen Kleinbildkameragehäusen basierte. Konica Minolta entwickelte mit der Konica Minolta Dynax 7D (2004) das erste Kameragehäuse mit Bildstabilisierung, in dem der beweglich gelagerte Bildsensor Verwacklungen der Kamera passend zur jeweils verwendeten Brennweite der Objektive des Minolta-A-Bajonettanschlusses ausgleichen konnte. Minolta hatte bereits zuvor die MS-C1100 (1992) und RD-175 (1995) mit eher experimenteller Ausrichtung angeboten. 2006 übernahm Sony das Minolta-A-Bajonett, stellte die Spiegelreflexkameras mit diesem Anschluss aber bis 2012 zugunsten der 2010 Kameras der SLT-Reihe mit gleichem Anschluss und elektronischem Sucher ein.

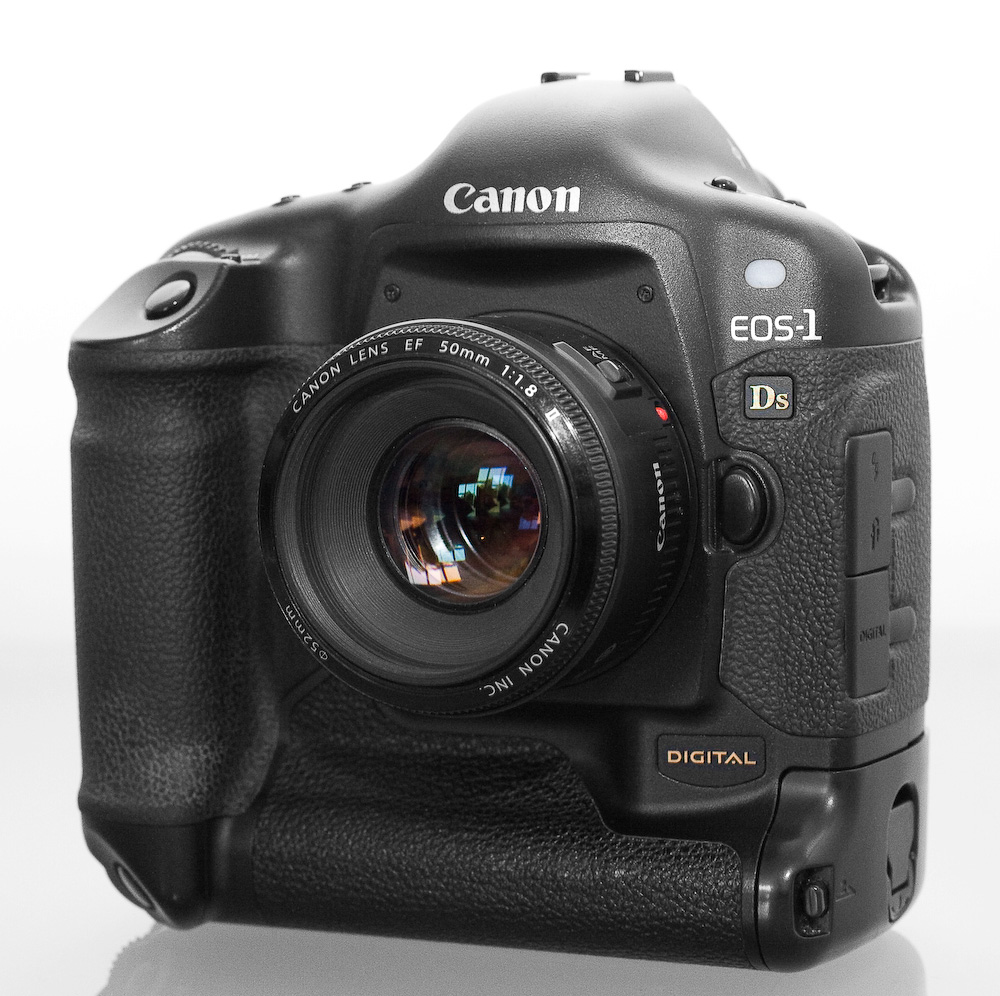
Das erste Canon-Kameragehäuse mit Bildsensor im Vollformat: das Modell EOS-1Ds mit 50-Millimeter-Normalbrennweitenobjektiv

2002 führte Contax das auf einem analogen Kameragehäuse für Kleinbildfilm basierende Modell N digital ein mit Vollformatsensor ein, und im Herbst 2002 folgte Canon mit seinem ersten Spiegelreflexmodell EOS 1Ds mit einem Vollformatsensor.
2003 folgte Pentax der Marktentwicklung mit einem digitalen Spiegelreflexkameragehäuse, dem Pentax *ist D, das den aus der Kleinbildfotografie bekannten Pentax-K-Bajonettanschluss mit Autofokus-Funktionalität (KAF) verwendete, jedoch mit einem Bildsensor mit Formatfaktor 1,5 ausgestattet war, der kleiner ist als der Kleinbildfilm, für den das KAF-Bajonett entwickelt wurde. Teilweise wurden diese Kameras geringfügig modifiziert ab 2008 von Samsung angeboten.
Leica Camera bot 2005 ein digitales Rückteil für seine analogen Spiegelreflexgehäuse R8 und R9 an, das gegen die Rückwand der analogen Kameras ausgetauscht werden musste, um die Kameras zu Digitalkameras aufzurüsten.
Im November 2007 bot als zweiter Anbieter auch Nikon mit dem Spiegelreflexmodell D3 ein Kameragehäuse mit einem Vollformatsensor an.
2016 brachte schließlich Ricoh mit dem Modell Pentax K-1 sein erstes digitales Spiegelreflexgehäuse mit einem Vollformatsensor heraus, dessen Bajonettanschluss KAF4 zum ersten Mal auch eine elektronische Blendensteuerung erlaubt. Das Kameragehäuse kann mithilfe integrierter Positionsbestimmung, Neigungs- sowie Richtungssensoren und dem beweglich gelagerten Bildsensor nicht nur die Bildstabilisierung, sondern auch die Astro-Tracer-Funktion realisieren. Mit dieser Funktion können bei langen Belichtungszeiten die sich gegenüber dem Horizont scheinbar bewegenden Sterne mitverfolgt und nicht als Strichspuren, sondern als Punkte aufgenommen werden.
Im September 2018 gab Sigma bekannt, keine weiteren Kameragehäuse für sein auf der Spiegelreflextechnik beruhendes SA-Bajonett zu bauen.

#### Spiegellose Technik

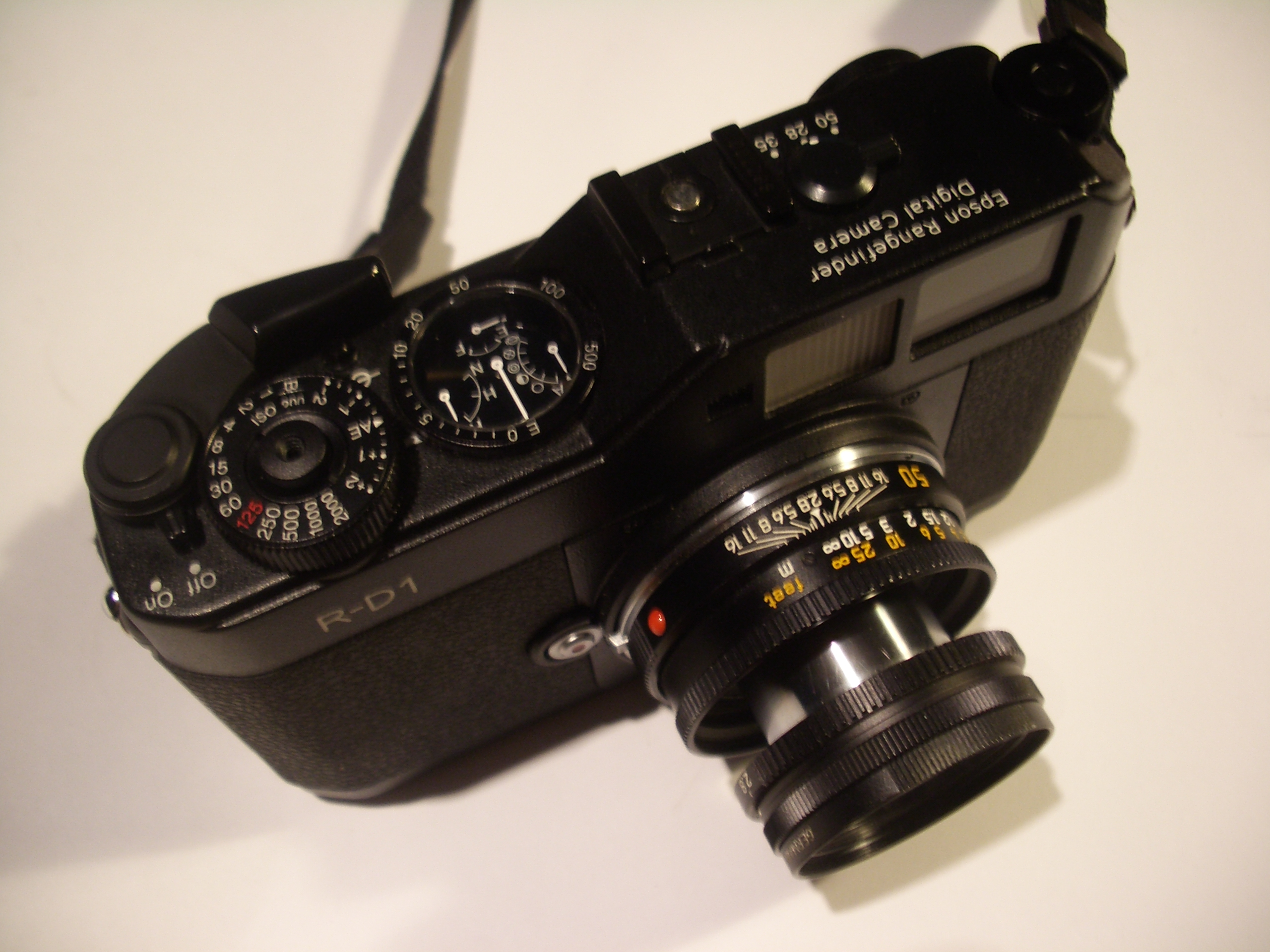
Die erste digitale Messsucherkamera Epson R-D1 mit 50-Millimeter-Objektiv

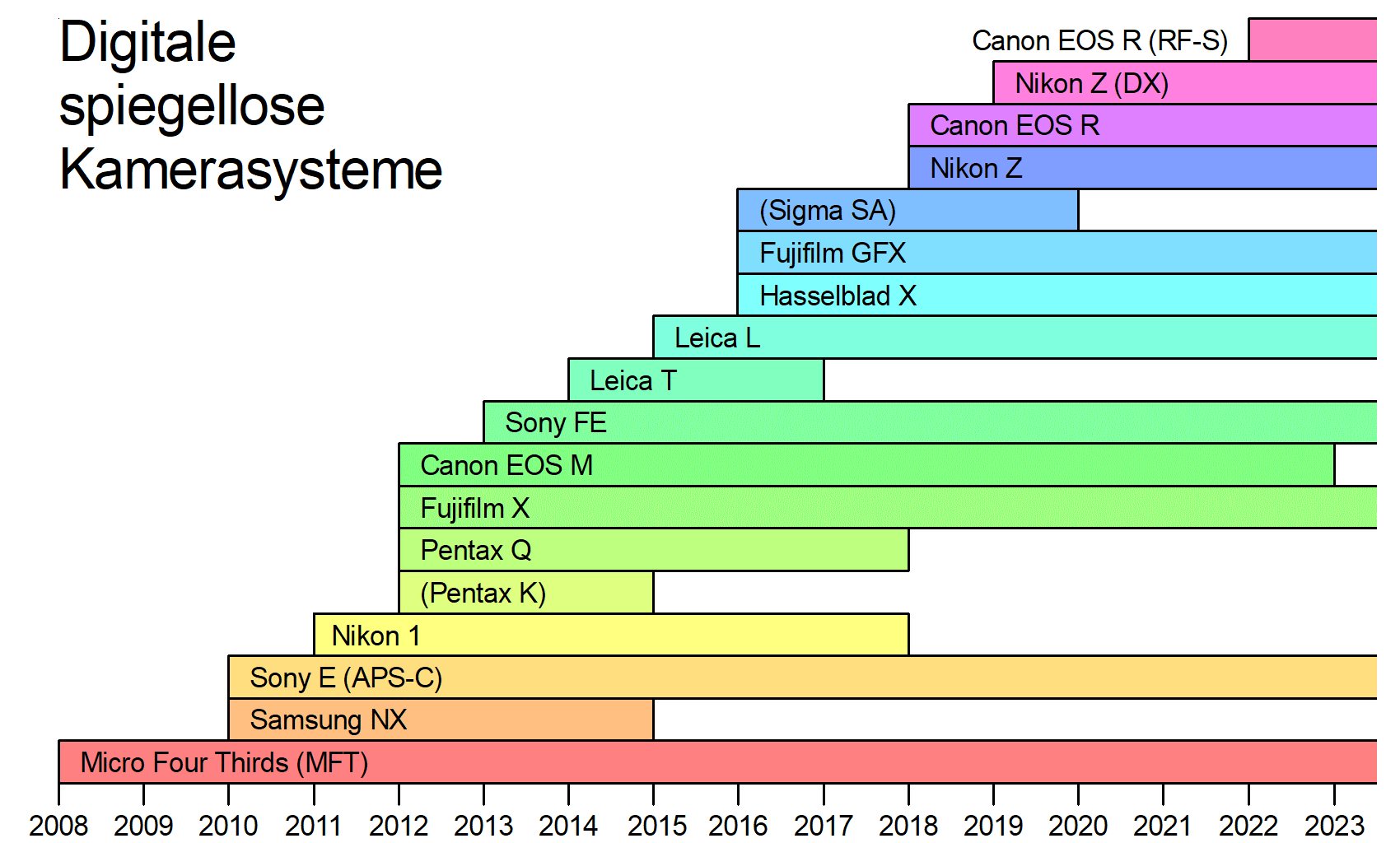
Digitale spiegellose Kamerasysteme von 2008 bis 2022

2005 kam von Epson die erste digitale Messsucherkamera R-D1 auf den Markt. Das Kameragehäuse verfügte über einen Leica-M-Bajonettanschluss, der im Folgejahr auch von Leica selbst mit der digitalen Leica M8 verwendet wurde.
Anfang 2012 kam als spiegellose Variante der Spiegelreflexkameragehäuse mit Pentax-KAF-Bajonett das Modell Pentax K-01 auf den Markt.

### Neuentwicklungen

#### Spiegelreflextechnik

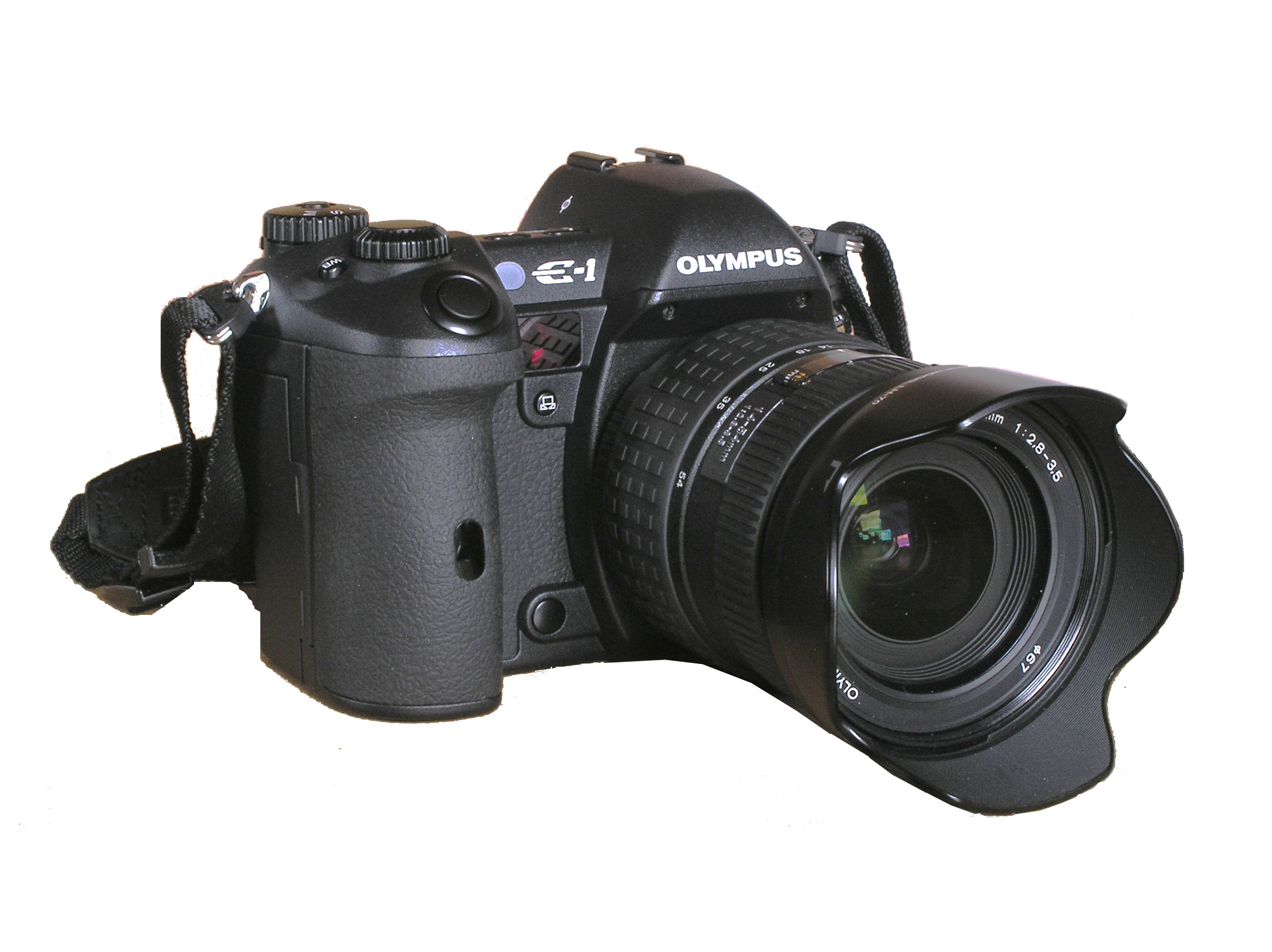
Die erste Kamera des Kamerasystems Four-Thirds Olympus E-1 mit Standardzoomobjektiv 14-54 mm f/2,8-3,5

Das erste vollständig für digitalen Einsatz konstruierte System war das 2000 eingeführte Contax-N-System. Die anfangs angekündigte Contax N digital kam jedoch erst 2002 auf den Markt. Im Contax-N-System konnten aufgrund der Auslegung auf Vollformat auch Kameras zur Verwendung mit Kleinbildfilm realisiert werden.
2003 wurde von Kodak und Olympus das erste vollständig für die Anforderungen digitaler Bilderfassung entwickelte Kamerasystem Four Thirds für Spiegelreflexkameras mit deutlich geringerem Bildkreisdurchmesser und kleinerem Auflagemaß vorgestellt, das die halbe Bildsensordiagonale des Vollformats hat. 2004 schlossen sich auch Panasonic und Sigma diesem Standard an. Bei diesem Standard konnten Objektive erstmals Informationen zur digitalen Bildkorrektur an das Kameragehäuse übermitteln. Panasonic stieg 2006 mit seinem ersten digitalen Four-Thirds-Systemkameragehäuse Lumix DMC-L1 in diesen Markt ein. Dieses Modell wurde bauähnlich auch von Leica unter der Bezeichnung Digilux 3 angeboten. Mit der Olympus E-330 wurde 2006 in diesem Kamerasystem die erste Systemkamera mit klapp- und schwenkbarem Monitor für Aufnahmen im Live-View und von Selbstporträts angeboten.
Leica startete 2008 mit seinem ersten digitalen Spiegelreflexsystem S im Mittelformat.
2017 wurde die Produktion von Four-Thirds-Komponenten eingestellt, da sich seit der Markteinführung das spiegellose Nachfolgesystem Micro-Four-Thirds etabliert hatte.

#### Spiegellose Technik

##### 2008

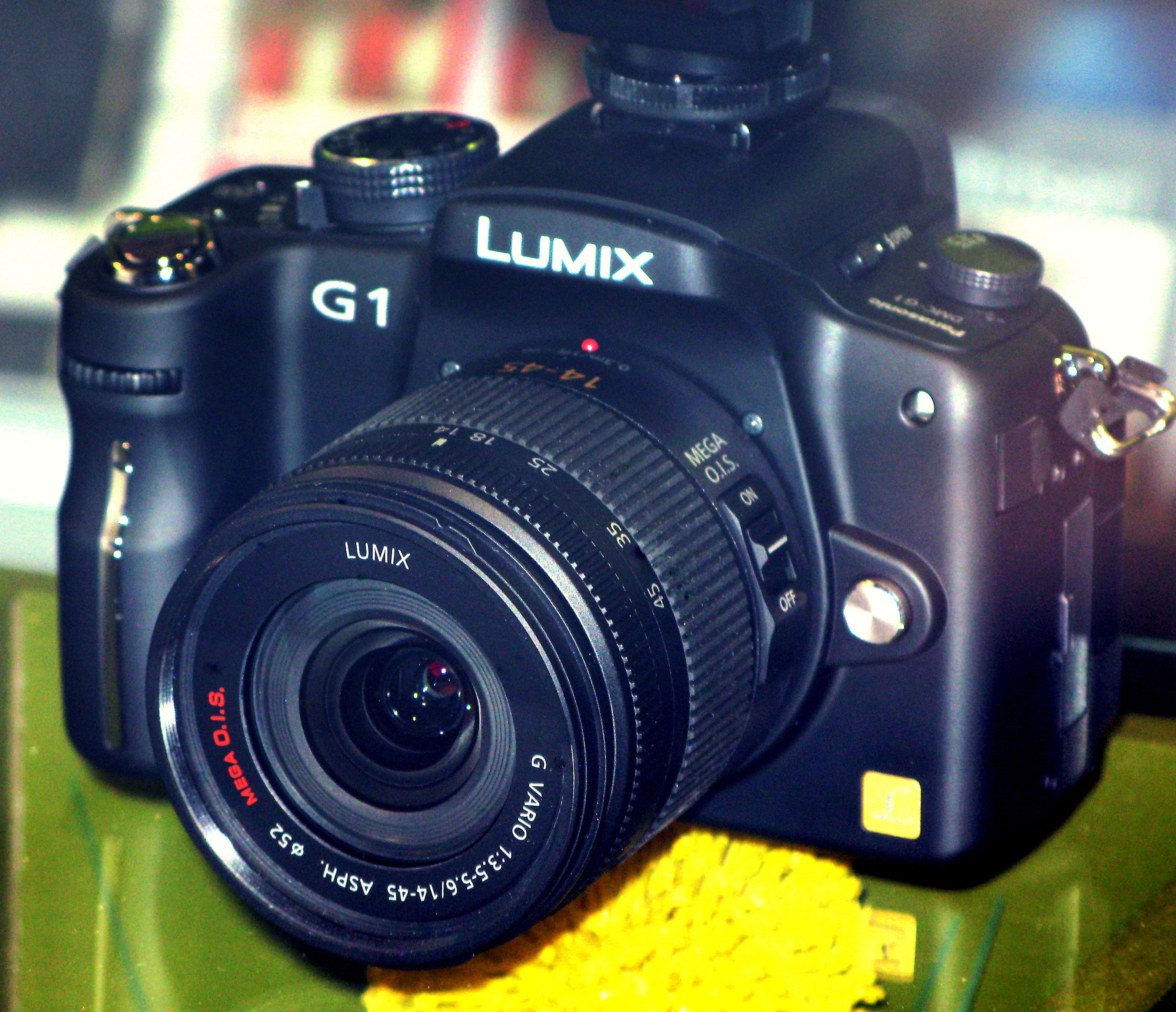
Die erste Kamera des Kamerasystems Micro-Four-Thirds Panasonic Lumix DMC-G1 mit Standardzoomobjektiv 14-45 mm f/3,5-5,6

Panasonic stellte 2008 das erste Systemkameragehäuse Lumix DMC-G1 mit elektronischem Sucher im aus dem Four-Thirds-System weiterentwickelten und aufwärtskompatiblem Micro-Four-Thirds-System (MFT) vor.

##### 2009
Im Folgejahr bot auch Olympus ein erstes spiegelloses Kameragehäuse, das Pen E-P1, für dieses System an. Beim Micro-Four-Thirds-System können individuelle Eigenschaften des Objektivs wie beispielsweise die Kenndaten der chromatischen Aberration oder der Verzeichnung an das Kameragehäuse übertragen werden, was eine automatisierte rechnerische Kompensation dieser Abbildungsfehler ermöglicht.

##### 2010
Ricoh ging 2010 einen ganz anderen Weg und entwickelte das Kameramodulssystem GXR, bei dem die Bildsensoren nicht im Kameragehäuse, sondern jeweils und mit unterschiedlichen Sensorgrößen in den Objektivmodulen untergebracht war.
Samsung kündigte erste Produkte für sein erstes spiegelloses NX-System mit Bildsensoren im APS-C-Format an. Die Weiterentwicklung für dieses System wurde 2015 eingestellt.
Sony stellte das spiegellose Kamerasystem Sony NEX mit dem E-Bajonett vor, welches zunächst mit APS-C-Sensoren angeboten wurde, drei Jahre später jedoch für Bildsensoren im Vollformat erweitert wurde.
Panasonic führte mit dem Modell Lumix DMC-G2 das erste Systemkameragehäuse mit berührungsempfindlichem Bildschirm ein.

##### 2011
Nikon startete 2011 mit Bildsensoren in der Ein-Zoll-Sensorklasse mit ersten Produkten seines ersten digitalen spiegellosen Kamerasystems Nikon 1. 2017 wurde die Produktion und 2018 wurde das Angebot der Komponenten des Nikon-1-Systems eingestellt.

##### 2012
Es kamen die ersten Kameras auf, bei denen zur Unterstützung der manuellen Entfernungseinstellung nicht nur eine Softwarelupe, sondern auch das Fokus-Peaking eingesetzt werden kann.
Im Jahr 2012 bot Ricoh unter der Marke Pentax ein digitales spiegelloses Kamerasystem Q an, das über eine sehr kleine Bilddiagonale verfügt und bereits nach wenigen Jahren nicht weiterverfolgt wurde.
Fujifilm startete mit ersten Produkten seines ersten digitalen spiegellosen Kamerasystems Fujifilm X und Canon mit ersten sucherlosen Produkten seines ersten digitalen spiegellosen Kamerasystems Canon EOS M, die beide mit Bildsensoren der APS-C-Klasse arbeiten.
Olympus brachte mit dem Modell OM-D E-M5 sein erstes Systemkameragehäuse mit elektronischem Sucher heraus.
Sony stellte mit dem Modell NEX-5R die erste Systemkamera vor, die beim Autofokus mithilfe einer Phasenvergleichsmessung auf dem Bildsensor die Entfernung besonders schnell einstellen konnte.

##### 2013

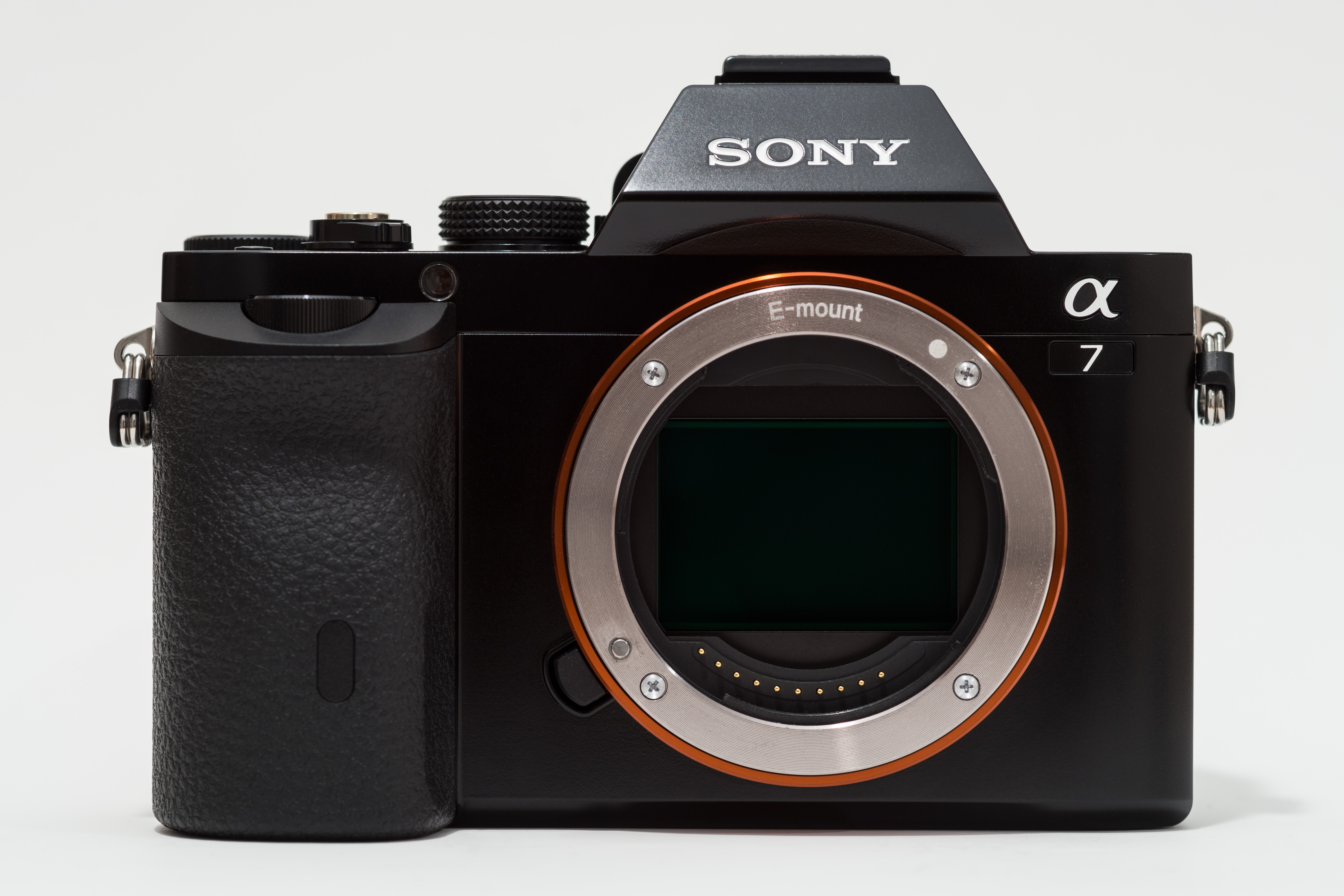
Sony's erstes spiegelloses Kameragehäuse mit Bildsensor im Vollformat: alpha 7

Das E-System von Sony wurde 2013 auf das größere FE-System im Vollformat erweitert, dessen Kameragehäuse zur Sony-alpha-7-Serie gehören.
Nikon stellte mit dem Modell Nikon 1 AW1 ein wasserdichtes Systemkameragehäuse vor, das mit zwei entsprechenden, ebenfalls wasserdichten Nikkor-Objektiven kombiniert werden kann.
2013 wurde mit dem Panasonic Leica DG Nocticron mit 42,5 Millimeter Brennweite das erste Objektiv eines digitalen Kamerasystems mit einer minimalen Blendenzahl von 1,2 und Autofokus vorgestellt. Zudem verfügt das mit asphärischen Linsen optisch korrigierte Objektiv über einen optomechatronischen Bildstabilisator. Ferner wurde mit der Panasonic Lumix DMC-GM1 die kleinste digitale Systemkamera vorgestellt.

##### 2014
Leica Camera bietet 2014 sein erstes digitales spiegelloses Kamerasystem im APS-C-Format Leica T an und kündigte 2015 sein erstes spiegelloses Kamerasystem Leica SL im Vollformat und mit L-Bajonett an, das zum kleineren Leica-T-System kompatibel ist.
Mit dem Kameragehäuse Panasonic Lumix DMC-GH4 wurde die hochauflösende Videoaufzeichnung im 4K-Videomodus mit digitalen Systemkameras eingeführt.
Ricoh bot für einige Zeit spiegellose Kameragehäuse für das Spiegelreflexsystem Pentax K an.

##### 2015
2015 brachte Olympus mit dem Modell OM-D E-M5 Mark II ein Kameragehäuse auf den Markt, bei dem der eigentlich für die Bildstabilisierung beweglich gelagerte Bildsensor bei mehreren aufeinanderfolgenden Einzelaufnahmen eines unbewegten Objektes geringfügig verschoben werden kann (Pixel-Shift), um daraus eine höher aufgelöste Gesamtaufnahme zusammenzustellen.
Im gleichen Jahr wurden mit der Sony A7 II und der Panasonic Lumix DMC-GX8 erste Kameragehäuse vorgestellt, bei denen die Bildstabilisierung im Kameragehäuse mit der Bildstabilisierung in Objektiven kombiniert werden kann. Bei Sony werden die verschiedenen zu stabilisierenden Achsen automatisch zwischen Objektiv und Kameragehäuse aufgeteilt, wohingegen bei Panasonic ("Dual-IS") sowie seit 2016 auch bei Olympus ("Sync-IS") alle vorhandenen Stabilisatoren sogar synchronisiert werden.

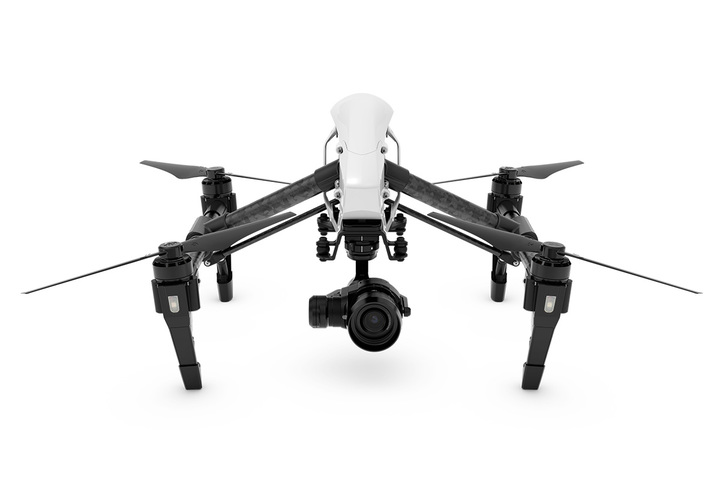
Vorderansicht des Quadrokopters Inspire 1 Pro Zenmuse X5 von DJI Innovations mit Systemkamera

Von DJI Innovations wurde mit den Modellen Zenmuse X5 und X5R und von Yuneec mit dem Modell CGO4 (Drohnen) mit integrierten spiegellosen Systemkameragehäusen ebenfalls 2015 vorgestellt.
Ende 2015 wurde von Samsung mitgeteilt, dass der Vertrieb des 2010 eingeführten NX-Systems in Deutschland eingestellt wird.

##### 2016
2016 stellte das schwedische Unternehmen Hasselblad mit dem System X das erste spiegellose Kamerasystem mit Autofokusobjektiven vor, das einen Bildsensor verwendet, der größer ist als das Kleinbildformat. Der Bildsensor im Bildseitenverhältnis 4 zu 3 hat eine Bilddiagonale von 54,78 Millimetern, die Normalbrennweite des X-Systems beträgt entsprechend rund 64 Millimeter.
Auf der Messe photokina stellte auch Fujifilm Mitte September mit seinem GFX-System mit dem Fujifilm G-Bajonett ein neues spiegelloses Kamerasystem im Mittelformat vor.
Sigma stellte mit der Modellreihe sd Quattro eine spiegellose Variante seiner Systemkameragehäuse vor, die mit dem Sigma SA-Bajonett aus der Zeit der analogen Spiegelreflexfotografie kompatibel ist und dasselbe Auflagemaß verwendet.
Das Modell Olympus OM-D E-M1 II ermöglicht die Aufnahme von bis zu 18 Rohdatenaufnahmen pro Sekunde mit Autofokusnachführung. Dieses Modell sowie mit aktualisierter Firmware auch das Vorgängermodell Olympus OM-D E-M1 und das Kameragehäuse Lumix DMC-GX80 von Panasonic unterstützen das automatische Fokus-Stacking in der Kamera.

##### 2017

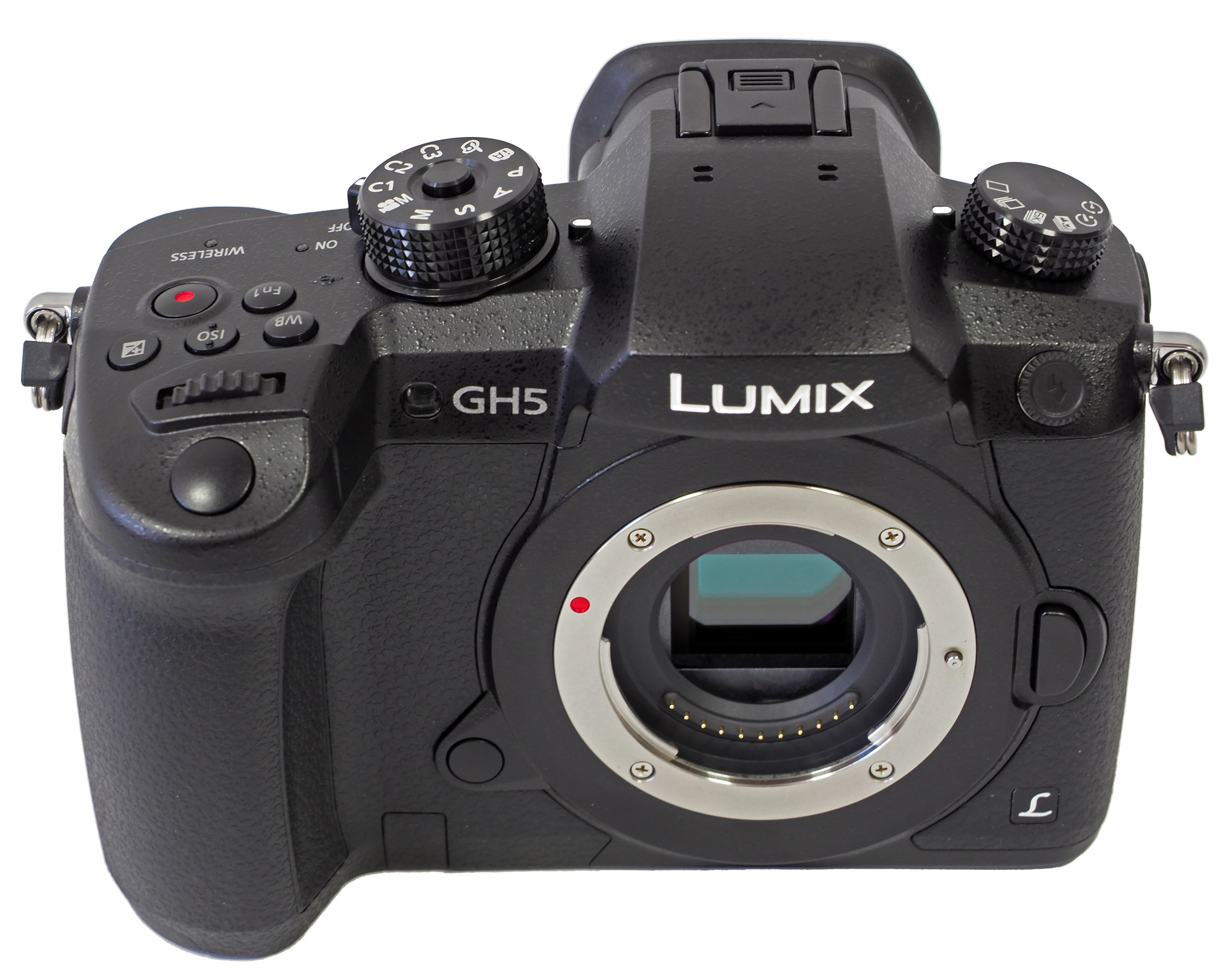
Das Kameragehäuse Panasonic Lumix DC-GH5 kann ultrahochaufgelöste Videos mit bis zu 60 Vollbildern pro Sekunde aufnehmen

Ende März 2017 führte Panasonic mit dem Modell GH5 ein wetterfestes Kameragehäuse ein, welches zeitlich unbegrenzte Ultra-HD-Aufnahmen mit 60 Vollbildern pro Sekunde, Videoaufnahmen mit einer Datenrate von bis zu 400 Megabit pro Sekunde und mit einer Farbunterabtastung von 4:2:2 mit 10 Bit Farbtiefe sowie Full-HD-Aufnahmen mit bis zu 180 Bildern pro Sekunde aufnehmen kann. Es ist ferner das erste Modell mit einem 6k-Fotomodus, mit dem bis zu 30 18-Megapixel-Bilder pro Sekunde aufgezeichnet werden können.
Des Weiteren kamen Kameragehäuse auf den Markt, bei denen auch beim Fotografieren von Serienbildern ein kontinuierliches Sucherbild angezeigt werden kann. Bei der Bildfolgefrequenz wurden mit automatischer Schärfenachführung und mit elektronischem Verschluss mittlerweile 20 Bilder pro Sekunde erreicht.

##### 2018
Anfang 2018 wurde das Kameragehäuse Panasonic Lumix DC-GH5S in den Handel gebracht, mit dessen Multi-Aspect-Bildsensor zeitlich unbegrenzte Aufnahmen auch im Cinema-4K-Format (Bildseitenverhältnis 17:9) bei Bildraten von bis zu 60 Bildern pro Sekunde sowie mit einer Farbunterabtastung von 4:2:2 gemacht werden können.
Nachdem Produktion und Angebot für das Kamerasystem Nikon 1 mit dem 1-Zoll-Bildsensorformat im eingestellt worden waren, kündigte Nikon im August das spiegellose Kamerasystem Nikon Z mit Bildsensoren im Vollformat sowie mit dem Z-Bajonett mit vergleichsweise großem Durchmesser und kurzem Auflagemaß an.
Kurz darauf kündigte auch Canon die Erweiterung seines EOS-Kamerasystems um eine spiegellose Variante mit Bildsensoren im Vollformat mit der Bezeichnung Canon EOS R und mit dem Canon RF-Bajonett an.
Die Unternehmen Leica Camera, Panasonic und Sigma verkündeten im September 2018 die L-Bajonett-Allianz, in der seit 2019 von allen drei Herstellern kompatible Kameragehäuse und Objektive im Vollformat angeboten werden (Panasonic Lumix DC-S1, -S1R und -S1H, Sigma fp und Leica SL und SL2). Die Modelle von Panasonic verfügen über stabilisierte Bildsensoren und unterstützen als erste Systeme mit Bildsensoren im Vollformat eine mit den Bildstabilisatoren der entsprechenden Objektive synchronisierte Bildstabilisierung und können 4K-Videos mit einer Bildfolgefrequenz von 60 Bildern pro Sekunde aufnehmen.

##### 2019

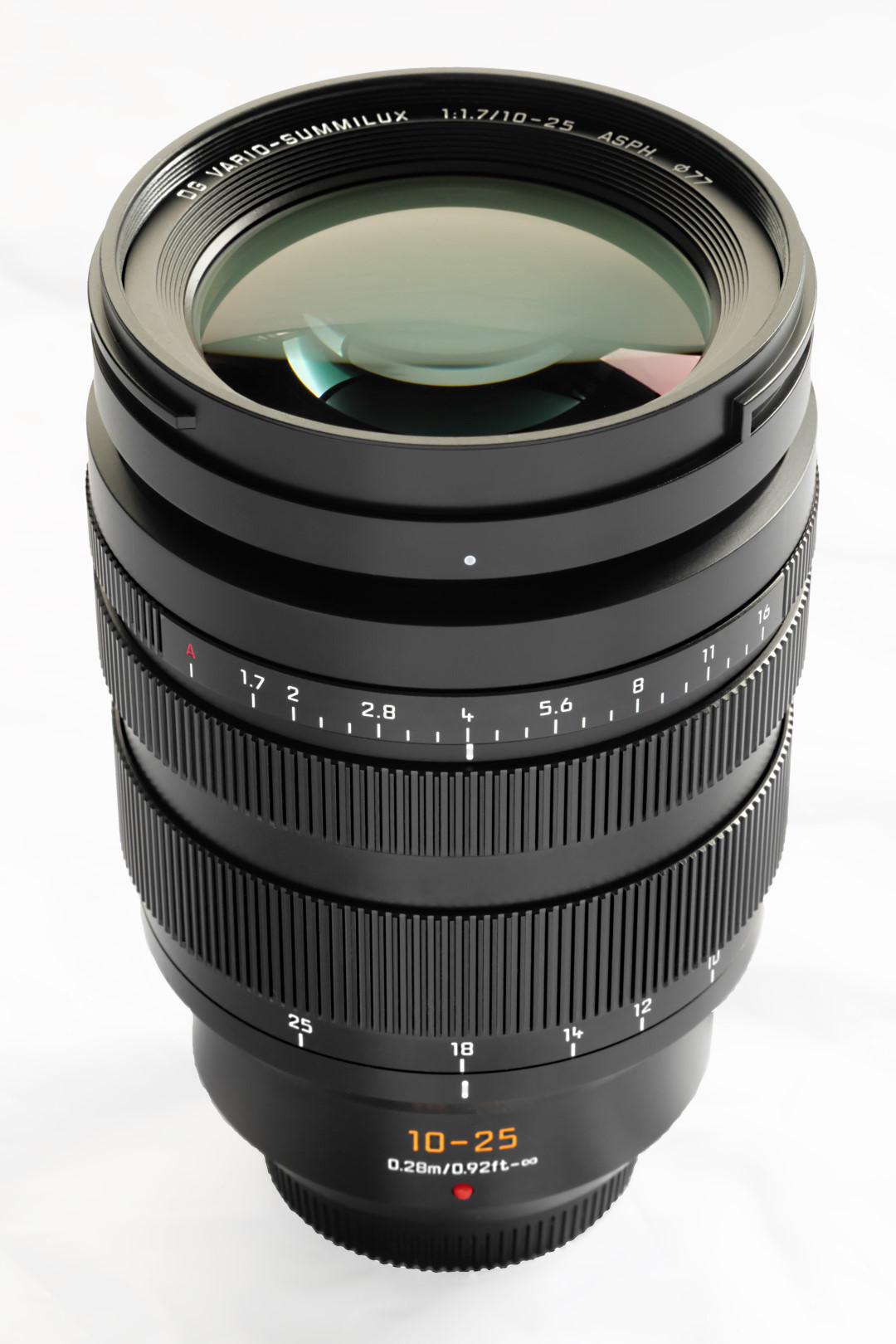
Panasonic Leica DG Vario-Summilux 10-25 mm f/1,7 (H-X1025).

Im Sommer 2019 kam das bis dahin lichtstärkste Zoomobjektiv auf den Markt. Es handelt sich um das Panasonic Leica DG 10-25 mm, das vom Superweitwinkel bis zur Normalbrennweite über eine durchgängige Lichtstärke von 1,7 verfügt.
Nikon erweiterte im Herbst 2019 sein Z-System mit dem Kameragehäuse Z 50 und zwei entsprechenden Zoomobjektiven um eine Variante mit identischem Z-Bajonett und kleinerem Bildsensor im DX-Format.
Mit dem Kameragehäuse Panasonic S1H für das L-Bajonett erhielt Ende des Jahres die erste Kamera eines digitalen Kamerasystems die Zulassung für Filmproduktionen des Medienunternehmens Netflix.

##### 2020
Ab März 2020 wurde von Fujifilm das lichtstärkste Objektiv mit Autofokus, das Fujinon XF 50 mm F1.0 R WR, angeboten, welches zudem wettergeschützt konstruiert ist.
Ende des Jahres kündigte der japanische Hersteller Cosina die Produktion des extrem lichtstarken Objektivs Super Nokton 29mm F0,8 unter der Handelsmarke Voigtländer für das Micro Four Thirds System an. Es bietet eine Lichtstärke von 0,8 und bildet mit einem etwas kleineren Bildwinkel als ein Objektiv mit Normalbrennweite ab.
Im Dezember erhielt das Systemkameragehäuse Panasonic Lumix BGH1 vom Filmproduzenten Netflix als erstes Modell mit vergleichsweise kleinem Bildsensor im Micro-Four-Thirds-Format die Zulassung für die Verwendung als Hauptkamera für die Filmproduktionen.

##### 2021
Im Frühjahr 2021 kündigte Canon die Autofokus-Technologie "Eye Control" an, mit der bei der Benutzung des elektronischen Suchers der Kamera der in der Entfernung einzustellende Objektbereich nur mit dem Augapfel anvisiert werden muss.
Im Sommer kam mit dem Panasonic Leica DG 25-50 mm mit einer durchgängigen Lichtstärke von 1,7 das bis dahin lichtstärkste Telezoomobjektiv auf den Markt.
Im Herbst wurde für die Objektive der L-Bajonett-Allianz das Systemkameragehäuse Panasonic Lumix DC-BS1H mit LAN-Anschluss, aber ohne Sucher und Monitor angekündigt, das für kontinuierliche Videoaufnahmen mit bis zu 6K-Bildauflösung geeignet ist. Beim IP-Livestreaming können Videos in 4K-Bildauflösung mit dem H.265-Codec mit einer Bildfrequenz von bis zu 60 Bildern pro Sekunde (60 fps) übertragen werden.
Mit dem Canon RF 5,2 mm F2.8L Dual Fisheye kündigte Canon im Herbst ein Doppel-Fischaugen-Objektiv mit RF-Bajonett an, mit welchem mit nur einem Kameragehäuse stereoskopische Aufnahmen gemacht werden können, die mit einer Bildauflösung von bis zu 8K für die virtuelle Realität eingesetzt werden können.
Ende 2021 wurde das Kameragehäuse Sony α7 IV angeboten. Als Innovation wurde die Funktion "Focus Breathing Compensation" (zu Deutsch: "Kompensation des atmenden Fokus") eingeführt, mit welcher die Variation des Abbildungsmaßstabs beim Einstellen der Entfernung mit geeigneten Objektiven ausgeglichen werden kann. Ferner können Monitor oder elektronischer Sucher optional eine transparente und farbige "Focus Map" anzeigen, anhand welcher erkannt werden kann, welche Bildbereiche in der Schärfeebene beziehungsweise davor oder dahinter liegen.

##### 2022
Im Mai 2022 erweiterte Canon sein für Vollformat-Objektive und-Bildsensoren entwickeltes Kamerasystem EOS R um zwei Kameragehäuse (Canon EOS R7 und R10), die kleinere APS-C-Bildsensoren verwenden. Passend für den kleineren Bildkreis wurden auch zwei RF-S-Zoomobjektive angeboten.
Am 15. Juni 2022 gab der chinesische Fotodrohnen-Hersteller DJI bekannt, dem Vollformat-Kamerasystem der L-Allianz beigetreten zu sein.

##### 2023
Im Juli 2023 traten das japanische Unternehmen Astrodesign und der südkoreanische Objektivhersteller Samyang Optics der L-Bajonett-Allianz bei.

## Unterscheidungsmerkmale
Grundsätzlich kann unterschieden werden, ob es sich um ein Spiegelreflexsystem mit optischem Sucher, ein System mit feststehendem teildurchlässigem Spiegel mit optionalem elektronischem Sucher oder ein spiegelloses System mit optionalem optischen oder elektronischen Sucher handelt. Bedingt durch den mechanischen Aufbau unterscheiden sich diese Systeme im Auflagemaß.

### Bildformate

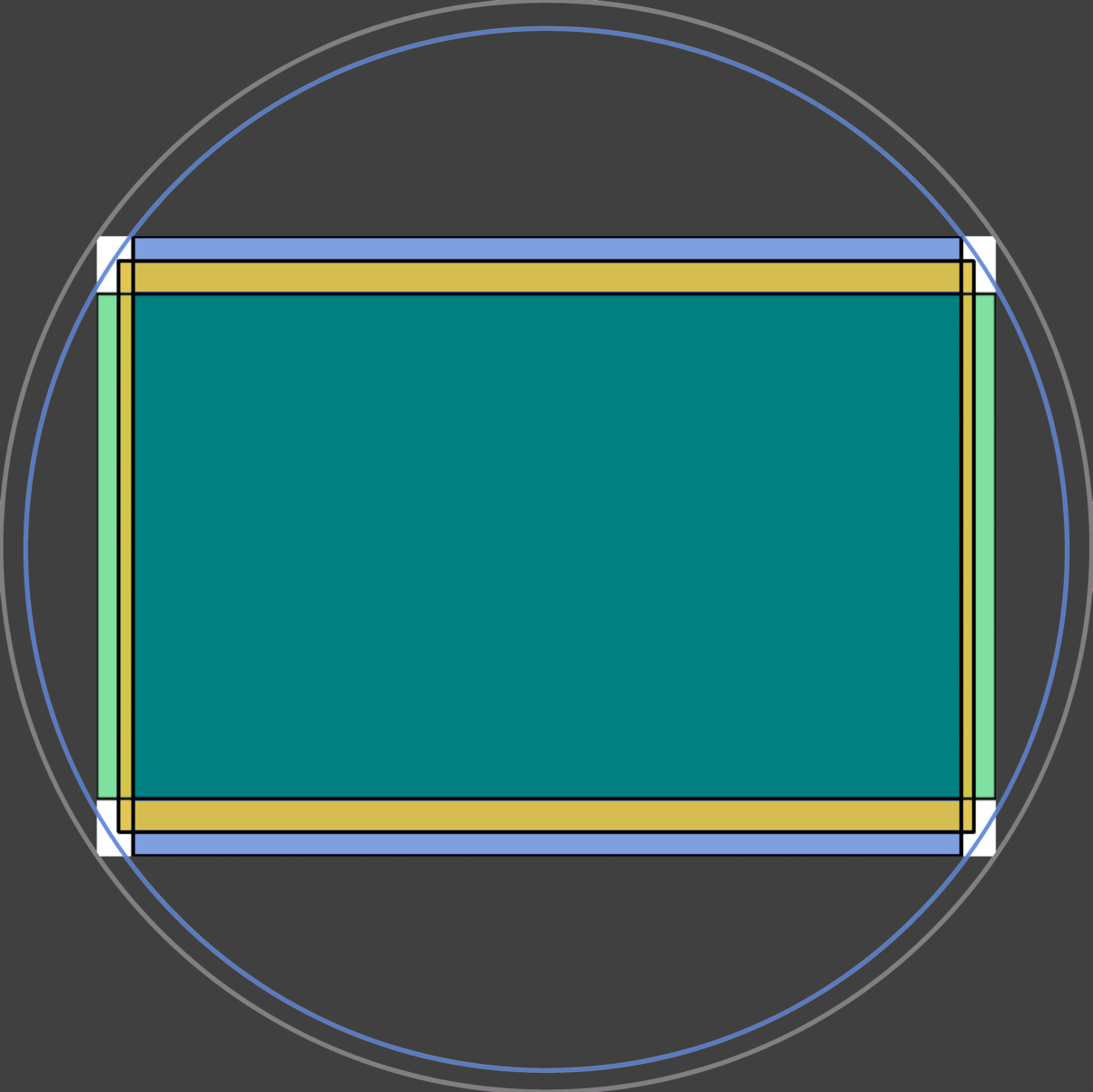
Ausnutzung des Bildkreises (blau) bei verschiedenen Bildseitenformaten (16:9 (grün), 3:2 (orange), 4:3 (blau)) mit gleicher Bilddiagonale. Die Bildpunkte in den Ecken des Multi-Aspect-Bildsensors außerhalb des Bildkreises (der graue Kreis entspricht der Bildsensordiagonale) werden in der Regel nicht verwendet.

Weitere Unterscheidungsmerkmale ergeben sich durch die Größe und das Bildseitenverhältnis des Bildsensors. Die Bilddiagonale des Bildsensors darf hierbei höchstens so groß sein wie der Bildkreisdurchmesser der dazugehörigen Objektive. Die meisten digitalen Kamerasysteme arbeiten mit Bildsensoren mit dem rechteckigen Bildseitenverhältnis 3:2 (wie beim Kleinbildformat), es gibt aber auch einige mit dem Bildseitenverhältnis 4:3. Bei vielen Systemen kann über die Firmware durch Beschnitt der Bildkanten auch ein abweichendes Bildseitenverhältnis mit entsprechend verminderter Bilddiagonale eingestellt werden. Mit Hilfe von Multi-Aspect-Bildsensoren, die etwas größer sind als der für das Kamerasystem spezifizierte Bildkreis, können durch variables Auslesen der Bildsensorbereiche verschiedene Bildseitenverhältnisse gewählt werden, ohne dass sich die Bilddiagonale dabei verändert. Aus der effektiven Bilddiagonale ergeben sich dann entsprechend die Normalbrennweite und der Formatfaktor des Systems.
| Bildsensorgrößenklasse | Normalbrennweite | Formatfaktor | Bildseitenverhältnis                            |
| ---------------------- | ---------------- | ------------ | ----------------------------------------------- |
| Nikon 1                | 18,5 mm          | 2.7          | 3:2                                             |
| Micro Four Thirds      | 25 mm            | 2.0          | 4:3, Multi-Aspect                               |
| APS-C                  | 31-33 mm         | 1.5-1.6      | 3:2                                             |
| Vollformat             | 50 mm            | 1.0          | 3:2                                             |
| Mittelformat           | ≈63 mm           | ≈0.8         | 4:3 (Fujifilm GFX / Hasselblad X) 3:2 (Leica S) |

### Objektive
Die Anzahl, Art, Ausstattung und Kompatibilität von Objektiven ist in für die verschiedenen handelsüblichen Kamerasysteme unterschiedlich. Neben den Bildwinkeln, die durch die Brennweite und die Bildgröße bestimmt sind, kann hierbei zwischen Festbrennweiten und Zoomobjektiven oder zwischen lichtstarken und lichtschwachen Objektiven sowie zwischen Objektiven mit und ohne Autofokus-Funktion unterschieden werden. Ferner gibt es Objektive für bestimmte Einsatzzwecke, die beispielsweise wetterfest, mit einem Bildstabilisator oder einem motorischen Zoom ausgestattet, oder für Nahaufnahmen (Makroobjektiv) oder für extrem große Bildwinkel (Fischaugenobjektiv) geeignet sind.
Hat ein bestimmtes Kamerasystem ein kleineres Auflagemaß als ein anderes, können Objektive des anderen Kamerasystems mit Hilfe eines Objektivadapters angepasst werden, der die Differenz der Auflagemaße ausgleicht. Mit Telekompressoren können Objektive mit großem Bildkreis unter Beibehaltung des Bildwinkels auf kleinere Bildkreise adaptiert werden.

### Vergleich verschiedener Bildgrößen

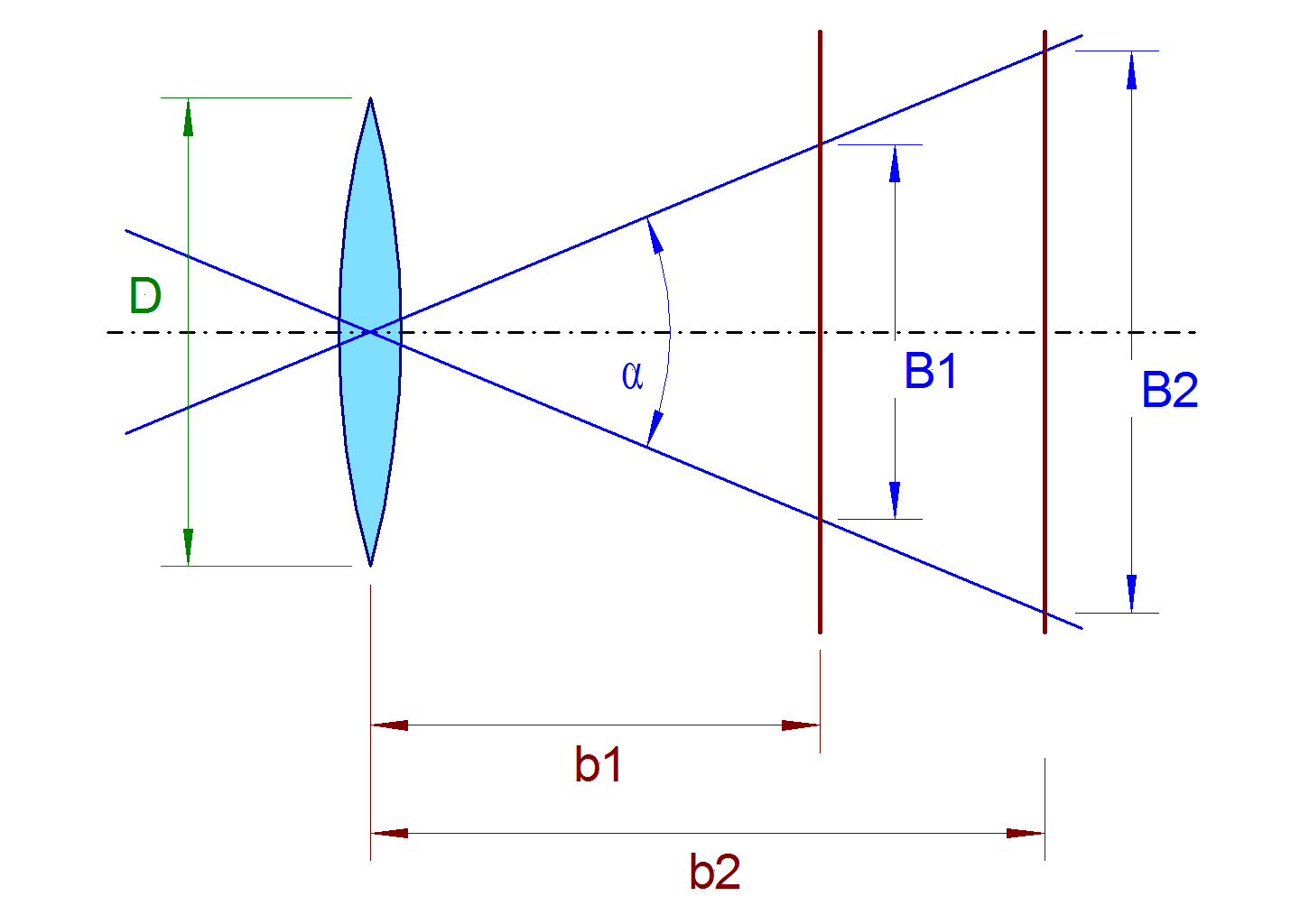
Zum Zusammenhang zwischen Bildgröße und Bildweite bei einer reellen Abbildung mit einer Sammellinse mit konstanter Öffnungsweite und konstantem Bildwinkel

Äquivalente Brennweiten erzeugen in den zu vergleichenden Kamerasystemen Bilder mit dem gleichen Bildwinkel {\displaystyle \alpha }, und sie hängen vom Bildkreisdurchmesser und somit von der Bildsensordiagonale {\displaystyle B} ab. Die Normalbrennweite erzeugt ein Bild mit einem Bildwinkel von rund 47°, und sie ist um zirka 16 Prozent größer als der jeweils verwendete Bildkreisdurchmesser. Kürzere Brennweiten erzeugen weitwinklige Aufnahmen mit größerem Bildwinkel und längere Brennweiten erzeugen teleskopische Aufnahmen mit kleinerem Bildwinkel.
Bei der gleichen Öffnungsweite {\displaystyle D} und gleichem Bildwinkel {\displaystyle \alpha } ergibt sich bei allen Kamerasystemen die gleiche Schärfentiefe und die gleiche relative Beugungsunschärfe. Dies bedeutet, dass die äquivalente Blendenzahl {\displaystyle k} im gleichen Maße kleiner oder größer ist wie die äquivalente Brennweite.
Unter diesen Voraussetzungen ergibt sich im Objektiv der gleiche Lichtstrom und je kleiner die Bildsensorfläche ist, desto größer ist daher die äquivalente Beleuchtungsstärke in der Bildebene. Gleichzeitig ist wegen der kleineren Bildweite {\displaystyle b} und des somit größeren Raumwinkels, der durch den größeren bildseitigen Öffnungswinkel des Objektivs erfasst wird, die äquivalente photometrische Lichtstärke in der Bildebene kleiner. Auf dem Bildsensor resultiert daher bei allen Kamerasystemen für die Aufnahmen die gleiche Leuchtdichte und somit auch der gleiche Belichtungswert.
Bei einer kleineren äquivalenten Blendenzahl muss die fotografische Abbildung bei gleichem Belichtungsindex (ISO-Lichtempfindlichkeit) mit einer kürzeren äquivalenten Belichtungszeit beziehungsweise bei gleicher Belichtungszeit mit einem kleineren äquivalenten Belichtungsindex aufgenommen werden und umgekehrt. Bei äquivalentem Belichtungsindex sind die motivbedingte Bewegungsunschärfe respektive die kamerabedingte Verwacklungsunschärfe der Aufnahmen demzufolge gleich. Ferner ergibt sich auch dieselbe erforderliche Leitzahl für Blitzlichtaufnahmen.
Die folgende Tabelle zeigt beispielhaft einige äquivalente Bildparameter für einige gängige digitale Bildsensorformate, bei denen die fotografische Bildgestaltung identisch ist: Ferner ist angegeben, wie um welche Länge die Bildebene aus der Brennebene verschoben werden muss, um ein Objekt in einem Meter Objektweite bei Normalbrennweite scharfzustellen.
| Bildsensor- größenklasse | Brennweite bei Weitwinkelaufnahme (diagonaler Bild- winkel ≈ 75°) | Brennweite bei Normalwinkelaufnahme (diagonaler Bild- winkel ≈ 47°) | Brennweite bei Teleaufnahme (diagonaler Bild- winkel ≈ 29°) | Blendenzahl bei gleicher Schärfentiefe und gleicher relativer Beugungsunschärfe | Belichtungsindex (ISO-Wert) bei gleicher Schärfentiefe, Beugungs- und Bewegungsunschärfe | Stellweg im Bildraum in mm bei der Scharfstellung von unendlich auf ein Meter im Objektraum |
| ------------------------ | ----------------------------------------------------------------- | ------------------------------------------------------------------- | ----------------------------------------------------------- | ------------------------------------------------------------------------------- | ---------------------------------------------------------------------------------------- | ------------------------------------------------------------------------------------------- |
| Nikon 1                  | 10 mm                                                             | 18,5 mm                                                             | 31 mm                                                       | 1,7                                                                             | 100                                                                                      | 0,33                                                                                        |
| Micro Four Thirds        | 14 mm                                                             | 25 mm                                                               | 42,5 mm                                                     | 2,4                                                                             | 200                                                                                      | 0,64                                                                                        |
| APS-C                    | 18 mm                                                             | 33 mm                                                               | 57 mm                                                       | 3,2                                                                             | 400                                                                                      | 1,1                                                                                         |
| Vollformat               | 28 mm                                                             | 50 mm                                                               | 85 mm                                                       | 4.8                                                                             | 800                                                                                      | 2,6                                                                                         |
| Mittelformat             | 36 mm                                                             | 63 mm                                                               | 108 mm                                                      | 5.6                                                                             | 1440                                                                                     | 4,1                                                                                         |

Je größer der Stellweg für die Scharfstellung ist, desto mehr Energie und Zeit ist bei der mechanischen Verschiebung der optischen Komponenten im Bildraum erforderlich. Gleichzeitig ist allerdings die für einen maximalen Fokussierungsfehler geforderte Präzision der Scharfstellung bei größeren Bildsensoren geringer.